# Empidideicus completus
Empidideicus completus är en tvåvingeart som beskrevs av Mario Bezzi 1926. Empidideicus completus ingår i släktet Empidideicus och familjen svävflugor. Inga underarter finns listade i Catalogue of Life.